# Cañón ferroviario

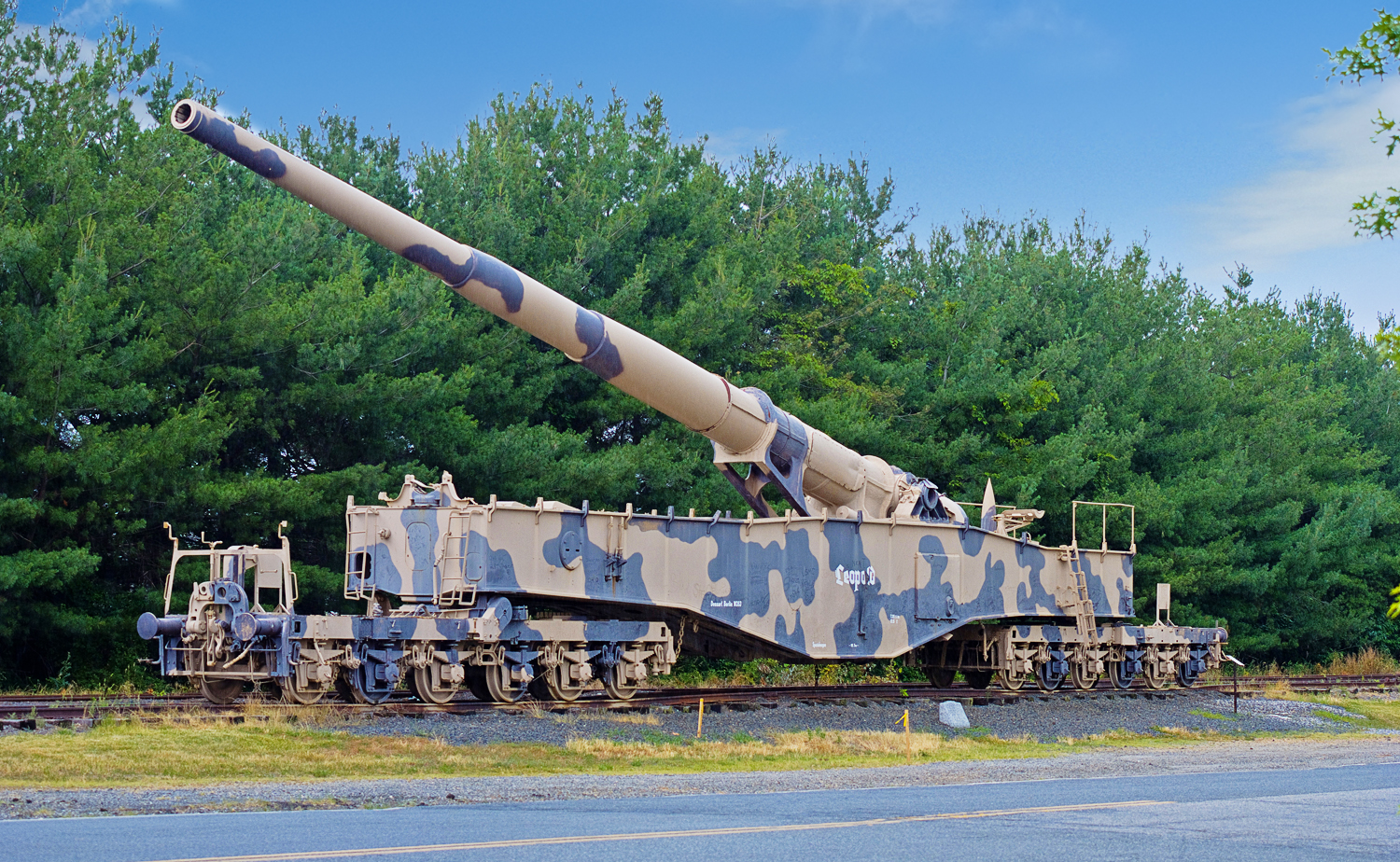
Un Krupp K5 alemán, conservado actualmente en Aberdeen.

Un cañón ferroviario es una pieza de artillería de gran tamaño que va montada, transportada, y es disparada desde una plataforma ferroviaria especialmente diseñada. A menudo las piezas de artillería empleadas procedían de excedentes de la artillería naval. Muchos países han construido cañones ferroviarios, pero quizás las más conocidas han sido las grandes piezas de artillería construidas por Krupp y utilizadas por Alemania tanto en la Primera Guerra Mundial como también durante la Segunda Guerra Mundial. Las piezas de artillería de menor tamaño a menudo formaban parte de un tren blindado.
Actualmente los cañones ferroviarios han quedado obsoletos por los avances en la tecnología. Su gran tamaño y la movilidad limitada los hacen enormemente vulnerables a los ataques externos y, a efectos prácticos, cargas explosivas de una potencia similar pueden ser acopladas en cohetes y misiles, y disparadas desde aviones o plataformas móviles terrestres.

## Historia

### SigloXIX
La idea del empleo de artillería ferroviaria fue propuesta por primera vez en 1847 en Rusia, por Gustav Kori. En 1860 se hizo otra propuesta por parte de P. Fomin, a partir de un proyecto para desarrollar un cañón de gran calibre.

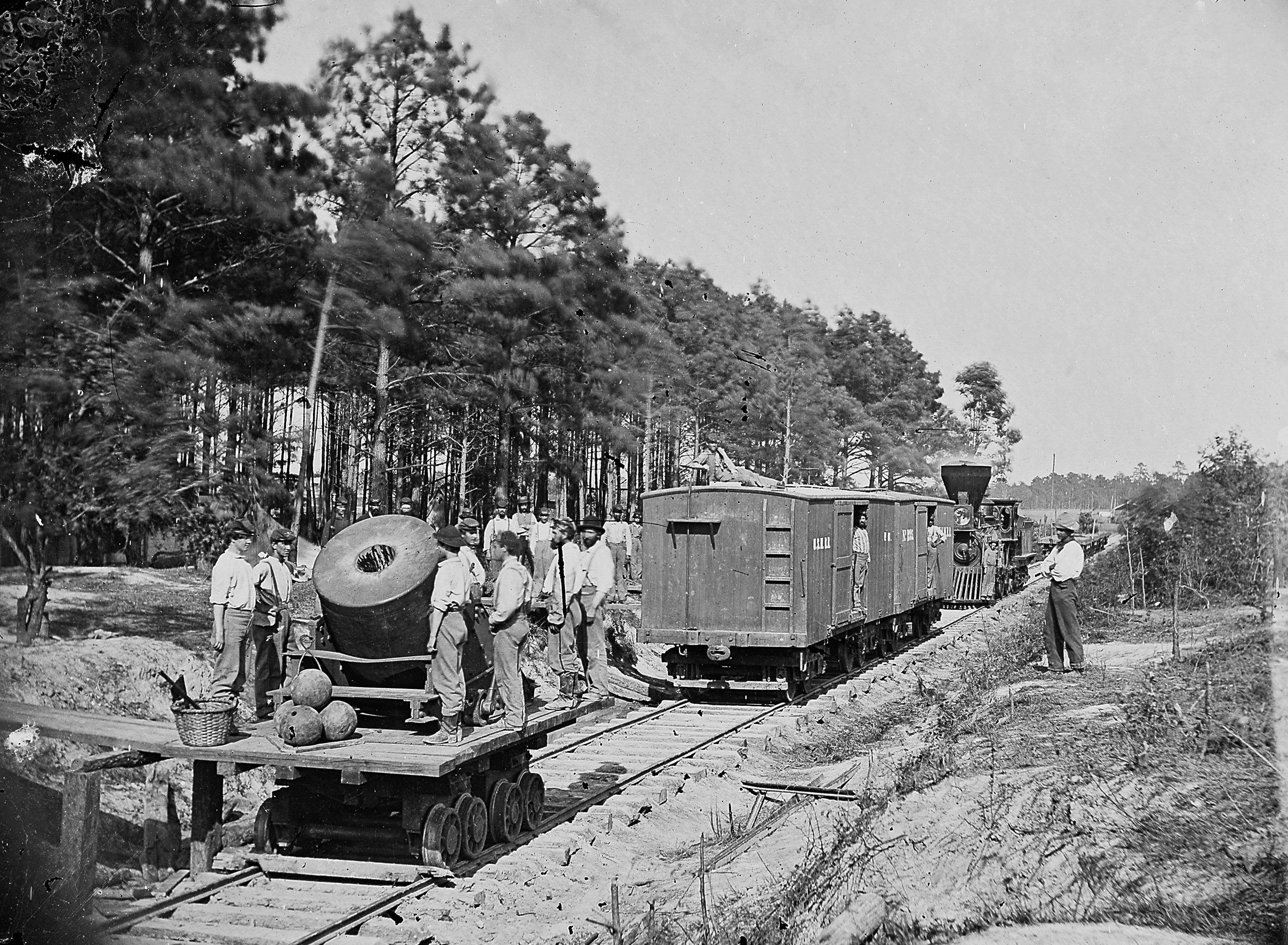
El Dictator en Petersburg, fotografía de Mathew B. Brady.

El primer cañón ferroviario utilizado en combate fue un cañón naval Brooke de 32 libras montado sobre un vagón y protegido por una casamata inclinada de hierro. El 29 de junio de 1862, el general Robert E. Lee ya disponía del cañón operando en la línea férrea de Richmond y el río York (más tarde, parte del Southern Railway) y lo utilizó en la batalla de la Estación Salvaje con la intención de interferir los planes del general George McClellan durante el avance de las fuerzas de la Unión sobre la zona. Existen evidencias fotográficas de al menos un mortero de asedio de 13 pulgadas emplazado sobre un montaje ferroviario y utilizado por las fuerzas de la Unión durante el sitio de Petersburg. Fue denominado como el Dictador o el Petersburg Express.
Francia también empleó cañones ferroviarios improvisados durante el Sitio de París de 1870-1871, mientras que el Reino Unido montó algunos cañones de 120 mm sobre vagones de ferrocarril que entraron en acción en el sitio de Ladysmith, durante la Segunda Guerra Anglo-Bóer.

### SigloXX

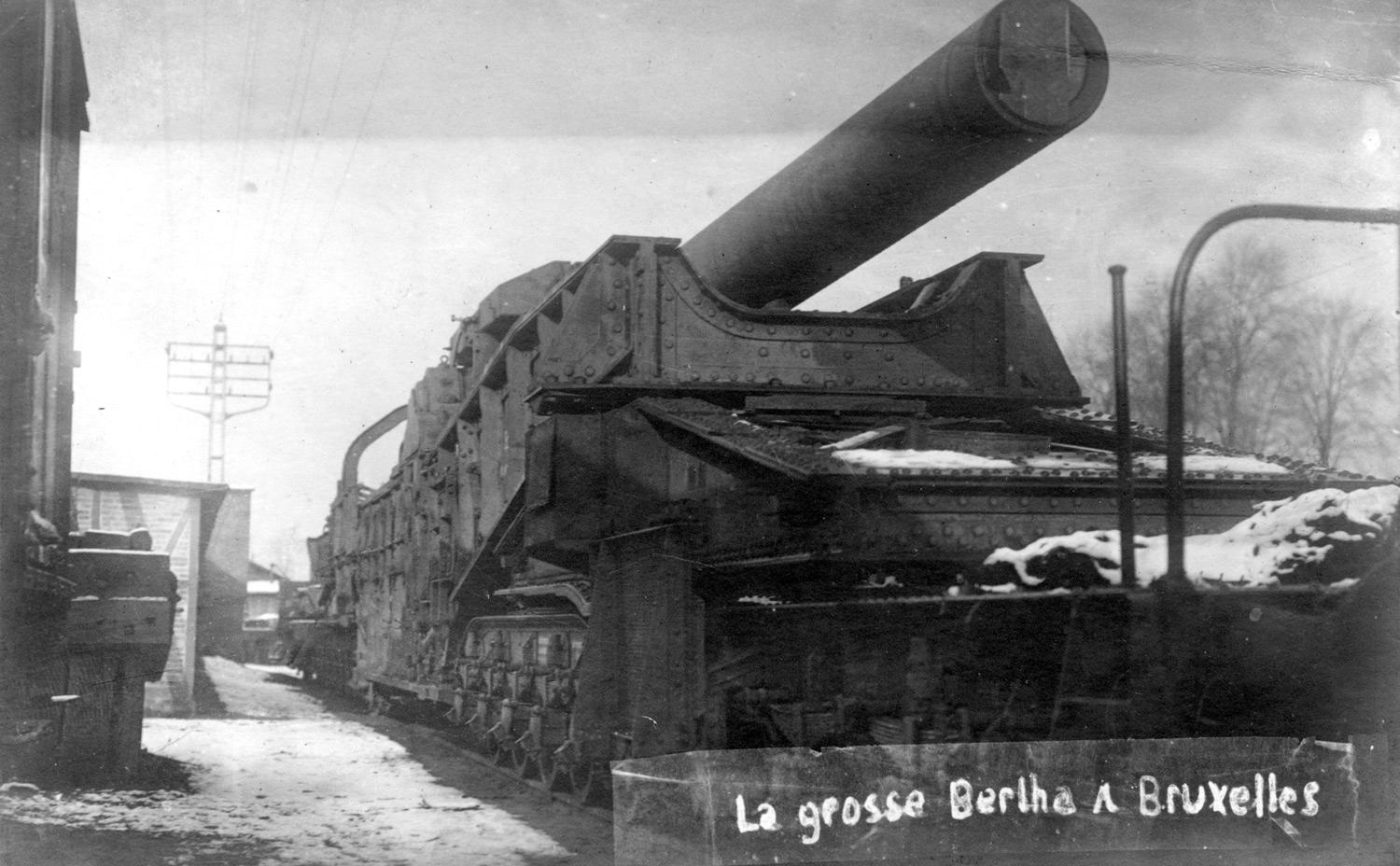
Un Gran Berta montado sobre una plataforma de ferrocarril (Bruselas, 1914)

El estallido de la Primera Guerra Mundial cogió a los franceses con una grave escasez de artillería pesada. Para compensar esto, un buen número de grandes cañones de defensa costera y cañones navales fueron trasladados hacia el frente de guerra, pero estos por lo general no eran aptos para uso en del campaña y requirieron algún tipo de montaje especial. Los cañones ferroviarios eran la solución obvia. Para 1916, ambas partes ya habían desplegado numerosas piezas de artillería ferroviaria.
Los Estados Unidos llegaron a construir varios cañones ferroviarios que, una vez montados en Francia, fueron empleados en el Frente Occidental. Durante el período de entreguerras construyeron unos cincuenta montajes ferroviarios, con dos «boogies» de 6 ruedas cada uno, armados con cañones navales de 203 mm que procedían de los excedentes a raíz de la aprobación del Tratado Naval de Washington. Algunas de estas piezas estuvieron en servicio durante la Segunda Guerra Mundial, especialmente para misiones de defensa costera.
Durante la Primera Guerra Mundial la compañía francesa Schneider llegó a desarrollar un cañón ferroviario con un calibre 520 mm, como una respuesta al obús alemán Gran Berta y con la idea de destruir las fortificaciones alemanas. Los alemanes capturaron en 1940 el único que cañón que quedaba operativo y lo llegaron a emplear en el Sitio de Leningrado, aunque resultó destruido en enero de 1942 por la explosión accidental de uno de los proyectiles.

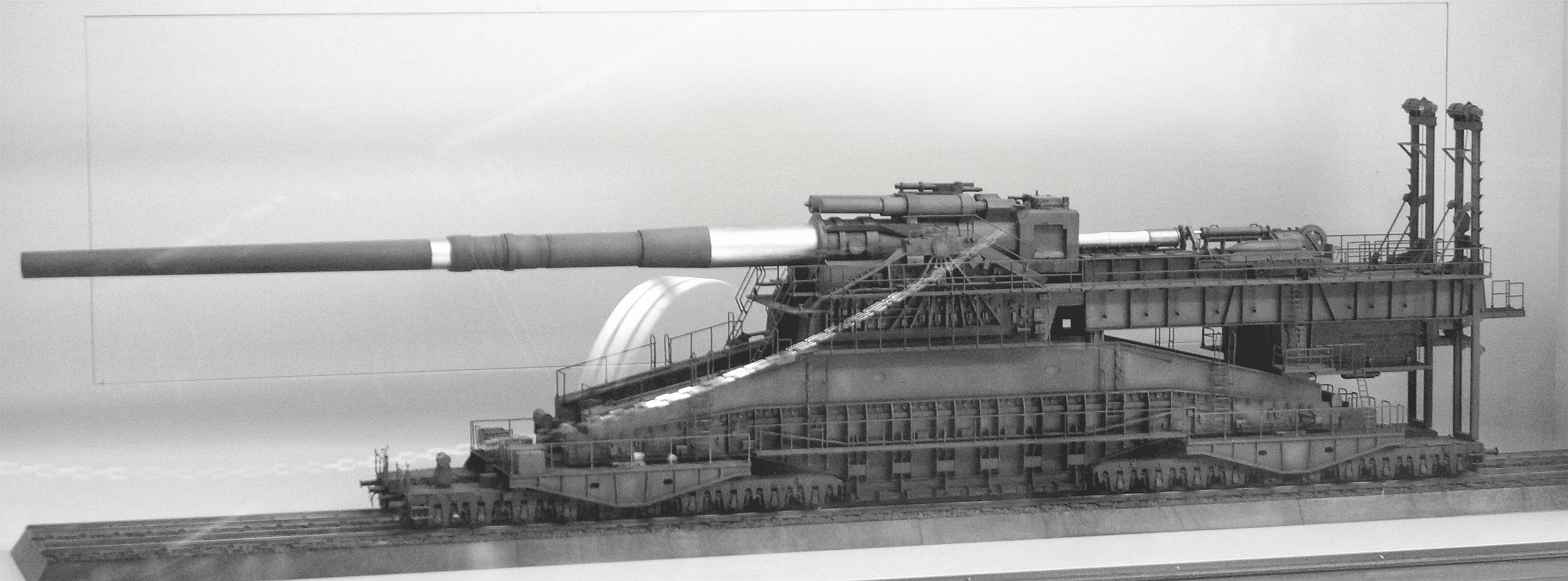
Maqueta a escala del cañón Dora, el mayor jamás construido.

La Segunda Guerra Mundial vio la decadencia final de los cañones ferroviarios, a pesar de la entrada en servicio del enorme cañón Dora de 800 mm, la mayor pieza de artillería que haya sido utilizada jamás, de fabricación alemana. El apogeo de la aviación terminó definitivamente con la utilidad de los cañones ferroviarios. Su situación era similar a la de los acorazados, que eran enormes, muy costosos, y que en las condiciones correctas podían ser destruidos fácilmente desde el aire.
Durante el Sitio de Sebastopol los alemanes llegaron a emplear un gran número de piezas de artillería, incluyendo cañones ferroviarios. Llegó a intervenir en las operaciones el gigantesco cañón Dora, siendo esta la única operación militar de la guerra en la que intervino. Durante la Batalla de Anzio intervino un Krupp K5 con bastante efectividad, llegando a ser conocido entre los aliados como Anzio Annie.
Tanto Alemania como Gran Bretaña emplearon cañones ferroviarios capaces de disparar al otro lado del canal de la Mancha, en la zona que hay entre Dover y Calais. Alemania empleó algunos cañones de 400 mm, mientras que los británicos emplearon una batería ferroviaria con piezas de 342,9 mm en la zona de Lydden y Shepherdswell.